# クバトベク・バイボロフ
クバトベク・バイボロフ（1952年1月2日 - ）は、キルギス共和国の政治家、チェキスト。キルギス共和国検事総長。二等国家参議官、予備役大佐、民警中将。

## 経歴
アラムドゥンスキー地区チョン・アルィク村出身。キルギス人。1969年、B.I.レーニン名称工作機械・建設工場で働き始める。1977年、キルギス国立大学を卒業し、フルンゼ市の第64中学校で歴史と社会を教えた。
1978年からソ連国家保安委員会（KGB）。1979年、ソ連KGB高等教育施設、1983年、ソ連KGB情報大学を卒業。
- 1983年～1984年：アフガニスタン国家情報庁のテロ・地下匪賊部隊対策局長顧問
- 1989年～1991年：対外諜報部中央機構の職員
- 1991年：キルギスKGB情報課長

1991年から年金生活に入る。1992年～1994年、企業家。

### 政治家
1995年～2000年、第1期ジョゴルク・ケネシュ立法院代議員。1995年～1998年、国家機構・適法性委員会副委員長、刑事・刑事訴訟・刑執行法典案立案作業部会議長。1998年～2000年、ライセンス・経済政策委員会委員長。1999年、キルギス国立大学法学部、I.アラバエフ名称教育大学経済学部を卒業。
2000年～2005年、第2期ジョゴルク・ケネシ立法院代議員、無派閥。2001年～2002年、刑事・民事・行政法令委員会委員長。2004年1月22日～2005年、立法院第二副議長。CIS加盟国議会間総会議長、大統領附属特赦委員会委員長。
2005年～2007年10月、ジョゴルク・ケネシ代議員。2005年11月、「民主勢力同盟」を設立し、その共同議長となる。2006年11月6日、「野党憲法」採択のため代議員により設置された「制定会議」を率いる。社会団体「汚職反対キルギス議員」議長、国民民主勢力連合の調整官。2005年4月、憲法評議会議員。2006年、「改革のために！」運動本部スタッフ。
2007年、アクシュムカル党の創設者の1人。同年、アクシュムカルからジョゴルク・ケネシ代議員に当選。2008年1月、政治活動からの引退を表明。2009年、アメリカに移住。
2010年6月12日～7月7日、キルギス国家保安庁第一次官。2010年6月13日から非常事態の布かれたジャラル・アバド州の警備司令。
2010年7月7日～9月13日、内務相。同年9月13日、検事総長に任命。

## パーソナル
妻帯（再婚）。妻のヌルジャマルは、元ビシュケク市議会議長。2男4女を有する。
「アフガニスタンからのソビエト軍撤収15周年」メダルを受章。